# Мецане ди Сото
Мецане ди Сото (итал. Mezzane di Sotto) је насеље у Италији у округу Верона, региону Венето.
Према процени из 2011. у насељу је живело 973 становника. Насеље се налази на надморској висини од 121 м.

## Становништво
Према резултатима пописа становништва 2011. у општини је живело 2.463 становника.
| 1951. | 1961. | 1971. | 1981. | 1991. | 2001. | 2011. |
| ----- | ----- | ----- | ----- | ----- | ----- | ----- |
| 2.216 | 1.870 | 1.471 | 1.643 | 1.789 | 1.880 | 2.463 |